# Miltruptuur
Een miltruptuur is een ernstig ziektebeeld, waarbij direct medisch ingrijpen vaak noodzakelijk is. Bij een miltruptuur is de milt (gedeeltelijk) gescheurd, wat ernstige gevolgen kan hebben.

## Oorzaken
De milt is een goed doorbloed orgaan. Het ligt goed beschermd door de onderste ribben. Toch kan bij bijvoorbeeld een verkeersongeval een scheur in het orgaan ontstaan. Dit komt meestal door een klap in de linkerzij, waar de milt is gelegen. Hierbij kan veel bloedverlies optreden. Ook kan de milt bij bijvoorbeeld malaria scheuren door zwelling.

## Symptomen
Doordat er bloed in de buikholte lekt kunnen de volgende verschijnselen optreden.
- pijn in de buik (bloed irriteert de organen en het peritoneum)
- pijn in de linkerschouder (referred pain)
- hypotensie (door bloedverlies, dat flink kan oplopen)
- tachycardie (compensatie voor de hypotensie)
- opgezwollen/gespannen buik (door het volume van het bloed)

De pijnklachten worden versterkt wanneer het slachtoffer gaat liggen doordat het bloed dan verspreidt door de buik, vooral het ademen kan dan pijnlijk zijn.

## Behandeling
Bij een miltruptuur moet de patiënt goed in de gaten worden gehouden. De bloeddruk en hartslag worden regelmatig gecontroleerd. Als de bloeddruk en hartslag niet stabiel zijn, wordt overgegaan tot een spoedoperatie. De milt wordt dan verwijderd, een splenectomie.
Bij een ruptuur waarbij het kapsel van de milt intact is, kan de bloeding soms conservatief behandeld worden. De patiënt moet dan wel goed in de gaten gehouden worden, om er zeker van te zijn dat de bloeding niet toch uitbreidt naar de buikholte.